# Louise d'Épinay
Louise-Florence-Pétronille Tardieu d'Esclavelles d'Épinay, més coneguda com a Louise d'Épinay (11 de març del 1726, Valenciennes-17 d'abril del 1783, París), va ser una escriptora francesa, una salonnière i una dona de moda, coneguda per la seva vinculació amb alguns escriptors de l'epoca i, segons Simone de Beauvoir, un exemple de l'expansió noble dels drets de les dones durant el segle xviii.
Es casà l'any 1745 amb el seu cosí Denis La Live d'Épinay. El seu fracàs amorós la va portar a buscar el consol en els amants, com Claude Dupin de Francueil i Melchior Grimm, i és aquest últim a qui li seria fidel fins a la mort. Com és propi d'algunes dones cultes de mitjans del segle xviii, mantenia tertúlies intel·lectuals amb els racionalistes: Duclos, Saint-Lambert, Diderot i Jean-Jacques Rousseau. El seu cercle d'amistats estava format per personatges com Goldoni, Piccinni i Galiani. Però, el més beneficiat de la protecció de Mme. d'Épinay va ser Jean-Jacques Rousseau, a qui oferí una caseta a l'Ermitage, restaurada per a ell, i que estava a prop del castell de Chevrette. L'any 1756, l'amistat de Jean-Jacques Rousseau i la seva protectora es trenca amb gran expectació. Entre 1757 i 1759, va a viure a Ginebra, la qual cosa li permet conèixer Voltaire, amb qui mantingué una gran amistat.
Mme. d'Épinay ens deixa testimoni d'aquesta vivesa intel·lectual de l'època en diverses obres, començant per la correspondència, en què es parla de la seva relació amb l'amant etern. També hi ha la col·lecció de cartes mantingudes amb l'abat napolità Ferdinando Galiani, que l'any 1769 es veu obligat a deixar París i tornar a Nàpols. Queda en mans de Mme. d'Épinay d'explicar-li la política, cultura i societat parisenca que tant estimava. Hi ha dues obres de recopilació de les cartes amb Galiani: Madame d'Épinay i l'Abat Galiani i Els últims anys de Mme. d'Épinay, dels anys 1929 i 1933. A més, escriu dues obres pedagògiques anomenades Lettres à mon fils del 1758, i Les conversations d'Émilie, de l'any 1774. I finalment fa una novel·la que seria les seves memòries, anomenada Histoire de Madame de Montbrillant.